# Estação Carrão
A Estação Carrão-Assaí Atacadista é uma estação metroviária da Linha 3–Vermelha do metrô da cidade brasileira de São Paulo. Está situada na Avenida Radial Leste, na esquina com a Rua Apucarana.
Apesar do nome, a estação fica no distrito do Tatuapé, poucos quilômetros a oeste da divisa com o distrito de Carrão. Foi inaugurada no dia 31 de maio de 1986.

## História
Após a definição do local da estação em 1976, a Companhia do Metropolitano desapropriou as áreas necessárias para a construção da estação através do decreto 13154 de 25 de junho de 1976. O projeto da estação Tatuapé foi apresentado em meados de 1979 sendo incluído num grupo de 8 estações com projetos padronizados em 19 módulos de concreto destinados a facilitar sua implantação (vide seção características). Apesar da expectativa de iniciar as obras ainda no final da década de 1970 e inaugurar a estação em fevereiro de 1983, as obras foram iniciadas apenas em 1982 e paralisadas no final daquele ano. Retomadas em junho de 1985, foram concluídas em março de 1986. A estação Carrão foi entregue em 31 de maio de 1986.

## Características
Estação em superfície, composta por 19 blocos de concreto pré moldado de 15 m X 12,50 m com mezanino de distribuição sobre plataforma central, estrutura em concreto aparente e cobertura espacial metálica treliçada. Possui acesso a portadoras de deficiência através de rampas e elevador. Esta integrada a terminal de ônibus urbano. Possui capacidade de até 20 mil passageiros por dia, numa área construída de 12.170 m², sendo:

### Áreas
| Bloco               | Tamanho (m²) |
| ------------------- | ------------ |
| Plataforma          | 2700         |
| Mezanino            | 1600         |
| Salas técnicas      | 850          |
| Salas operacionais  | 380          |
| Acessos             | 1800         |
| Terminais de ônibus | 4700         |
| Sanitários públicos | 140          |

### Equipamentos
| Equipamento      | Quantidade |
| ---------------- | ---------- |
| Escadas Rolantes | 8          |
| Bloqueios        | 16         |
| Bilheterias      | 2          |
| Elevadores       | 1          |

## Toponímia

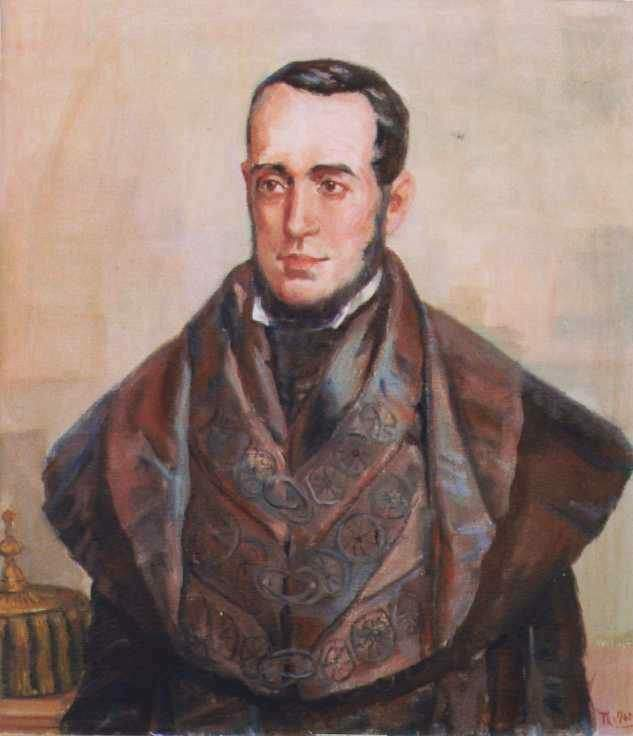
Retrato do Conselheiro Carrão

João da Silva Carrão (1810-1888) foi um advogado, jornalista e político, tendo ocupado vários cargos, com destaque para a presidência das províncias imperiais do Pará e de São Paulo além do comando do Ministério da Fazenda do Império do Brasil.
O loteamento imobiliário Vila Carrão foi criado em 1916. Para acessá-lo, foi aberta entre 1927 e 1930 uma estrada de terra batida que ligava a Estrada de Ferro Central do Brasil até a Estrada de Sapopemba. Essa estrada foi batizada "Estrada do Itaquera-Carrão". Em 1954 o nome foi oficializado pela prefeitura de São Paulo como Avenida Conselheiro Carrão.
Durante a elaboração do projeto da Linha Leste-Oeste do metrô, a equipe do professor Nestor Goulart Reis Filho foi responsável por elaborar os estudos toponímicos para batizar as estações. Sobre a "Estação 6", a equipe ofereceu três sugestões de nomes:
- "Marengo" - por causa da Rua Francisco Marengo, batizada em 1916 em homenagem ao premiado viticultor Francesco Marengo (que ali possuía sua chácara).[17]
- "Gualberto" - nome da estação ferroviária então existente ali, batizada em 1935 como homenagem ao engenheiro Sebastião Gualberto, da EFCB;[18]
- "Garça" - grifado erroneamente como Graça, nome de uma pequena rua batizada em 1935 que homenageava o município homônimo e terminava transversalmente ao traçado da linha do metrô.[19]

Entre esses nomes, a equipe escolheu "Marengo". O prefeito Olavo Setúbal, porém, batizou a estação como "Carrão" devido ao fato de ela estar situada setecentos metros a oeste do Viaduto Conselheiro Carrão (parte da avenida homônima), localizado transversalmente à linha. O nome da Estação Carrão (assim como os das demais estações das linhas Norte—Sul e Leste—Oeste) foi oficializado por meio do decreto municipal 15 453, de 9 de novembro de 1978.
Na década de 1970, a Vila Carrão, então subdistrito do Tatuapé, foi elevada à categoria de distrito, englobando a área onde a estação homônima de metrô estava sendo construída. Em 1990, com uma reorganização dos distritos paulistanos, Vila Carrão perdeu parte de sua área, incluindo aquela onde está localizada a estação do metrô (agora pertencente ao distrito do Tatuapé).
Desde a abertura da estação, em 1986, dois projetos de lei tentaram alterar seu nome:
- Em dezembro de 1987, o deputado estadual Abdo Haddad (PDS) apresentou o projeto de lei 0830/1987, solicitando a mudança do nome da estação Carrão para "Antônio de Barros" (rua localizada a 650 m á leste da estação). O deputado alegou que a estação encontrava-se situada a 3 quilômetros do bairro Vila Carrão (embora a estação estivesse dentro dos limites do distrito Carrão e a 700 metros da Avenida Conselheiro Carrão). O projeto foi rejeitado no ano seguinte.[23][24]

- Em novembro de 1996, o então deputado estadual Afanásio Jazadji (PFL) apresentou o projeto de lei 719/1996 que previa renomeação da estação para "Corinthians", em virtude da estação estar situada a 1,5 quilômetro da sede do clube homônimo (Parque São Jorge). O projeto foi rejeitado, por conta do clube ter sido já homenageado com a estação "Corinthians-Itaquera" e da denominação proposta não atender ao interesse público local (mais identificado geograficamente com o nome Carrão).[25]

No dia 25 de novembro de 2021, a Companhia do Metropolitano de São Paulo informou que, em decorrência de um leilão de naming rights, no qual foi concedido à iniciativa privada o direito de renomear a estação, a partir do dia seguinte, a estação passaria a se chamar Carrão-Assaí Atacadista por um período de dez anos. O direito de renomear a estação foi cedido pela Cia. do Metropolitano para a empresa Digital Sports Media (DSM) por um valor mensal de 168 mil reais. A DSM revendeu os direitos ao Assaí Atacadista por um valor não informado. De acordo com a rede atacadista, o motivo da compra foi que a sua primeira loja, inaugurada em 1974, está localizada no bairro do Carrão, na Rua Manilha, 42, embora a estação esteja inteiramente localizada no bairro do Tatuapé e relativamente distante da referida loja.

## Obras de arte
A estação não faz parte do "Roteiro da Arte nas Estações".

## Tabela
| Sigla | Estação                 | Inauguração        | Capacidade                   | Integração               | Plataformas | Posição    | Notas                                                                   |
| ----- | ----------------------- | ------------------ | ---------------------------- | ------------------------ | ----------- | ---------- | ----------------------------------------------------------------------- |
| CAR   | Carrão Assaí Atacadista | 31 de maio de 1986 | 20 mil passageiros hora/pico | Bilhete Único da SPTrans | Central     | Superfície | Estação com estrutura de concreto aparente Cobertura metálica treliçada |